# 中津原勇気
中津原 勇気（なかつはら ゆうき、1985年8月11日 - ）は、日本の写真家。竹内敏信事務所に所属。

## 来歴
栃木県宇都宮市出身。小学3年生の時、家族で行った動物園の写真を宇都宮市市民芸術祭に応募したところ。大賞を受賞した。当時、父が全日本写真連盟烏山支部に所属しており、父について例会に参加していたところ、小学4年生の時に支部長の勧めで烏山支部に入会する。以降、高校3年まで所属して鈴木正一郎から写真を学ぶ。
2004年、日本写真芸術専門学校に入学し、2005年より写真芸術科の竹内敏信ゼミに所属した。
2006年、竹内敏信の事務所に入所する。2021年より一般財団法人竹内敏信記念財団の専務理事、ならびに竹内敏信記念館・TAギャラリーの事務局長を務める。
同年開いた写真展「Unnamed world 水溜りから見えるもう一つの世界」では、タイトル通り、水溜りに映る世界をテーマとした作品を展示した。写真学校時代からのテーマが「もう一つの世界」であると紹介されている。

## 寄稿文
- 「私の感動の1枚」『写真の教室』2013年夏号、日本カメラ社
- 「愛弟子が語る竹内敏信と桜」『アサヒカメラ』2015年3月号、朝日新聞出版
- 「カメラバック論」『デジタルキャパ』2015年6月号
- （タイトル不明）『竹内敏信写真集　龍の響き』TAフォトアンドサウンドオフィス、2016年10月
- 「竹内敏信の弟子に訊く」『風景写真』2018年3・4月号、風景写真出版社
- （タイトル不明）『竹内敏信　風景写真　名作誕生秘話―弟子たちが語る竹内流撮影の現場』アイ・イメージング・フラッグ、2021年12月
- 「一生懸命フォトグラファー列伝」『フォトコン』2022年10月号、日本写真企画